# Стояти на Занзібарі
«Стояти на Занзібарі» (англ. Stand on Zanzibar) — науково-фантастичний роман-антиутопія британського письменника Джона Браннера, де в майбутньому людство вирішує проблему перенаселення. Назва відноситься до досліджень, згідно з якими на 1968 рік все населення Землі можна було вмістити на о. Мен, поставивши їх плечем до плеча. Події відбуваються, коли для цього потрібен вже о. Занзібар, що майже у 3 рази перевищує Мен. Роман складається з 4 частин: «Безперервність», де представлено сюжетні лінії, «Відстеження з макрофантами», де змальовано навколишній світ, «Несподіваний світ», де колажем представлено окремі ситуації, «Контекст» представлено у вигляді цитат вигаданих авторів, уривків з журналів, газет, телебачення.

## Зміст
Події відбуваються у 2010 році. Планета перенаселена, на Землі проживає 7,7 млрд осіб. Населення божеволіє від тісноти, бідності і відсутності перспектив. Наркотики легалізовані урядом, щоб примирити громадян з їх безрадісним буттям. У розвинених країнах діє жорстке законодавство, яке забороняє людям з недосконалим геномом мати дітей, зокрема хворим на гемофілію, схильним до шизофренії, дальтонікам тощо. Для більшості повноцінна родина стає недосяжною мрією. Подіям, що пов'язані з незаконним зачаттям, народженням і всиновленням дітей присвячено чимало сторінок роману. Втім зовсім не «усвідомлена турбота про генофонд людської раси» обмежує народжуваність. Деяким людям виявилося мати статус недосконалих, щоб через елементарні егоїстичні почуття не народжувати і не заводити дітей взагалі.
Головна загроза, що стоїть перед США — терористи (найбільш небезпечним є Джефф Янг), і Китай — це нова економічна наддержава. Усі країни Європи об'єдналися у федерацію. Мегакорпорації фактично володіють державами. Засоби масової інформації перетворилися на важливий засіб маніпуляції, все перевантажено інформацією. Керівництво багатьма процесами на виробництві та житті здійснює розумний суперкомп'ютер «Шалманезер». Світ постає перед протистоянням Заходу і Сходу.
Головними героями є Норман Ніблок Хаус, афроамериканець, виконавчий директор мегакорпорації General Technics (мешкає у Нью-Йорку), і Дональд Хоган, агент урядових спецслужб, який орендує квартиру. Водночас в структурі книги перебіг подій переплітається з уривками, присвяченими формуванню середовища XXI століття, цитатами зі «Словника гіперзлочинів» та інших творів вигаданого соціолога Чада С. Маллігана, включення термінів сленгу «кодер» — людина, «хижачка» — жінка, «проллі» — броньована поліцейська машина, «життєрадісність» — бісексуальність, «маккер» — людина, що працює ногами.
Хаус вирішив стати президентом африканської країни Бенінії, де помирає президент Обомі, який бажає передати владу тому, хто поєднає його країну із Заходом. Мешканці Бенінії мають особливість — принципово нікого не вбивають, а до іноземних агресорів ставляться як до добрих гостей. Проте, з часом будь-який загарбник в цій країні перетворюється на істоту доброзичливу і віротерпиму. Антропологи на чолі із Малліганом намагаються вивчити цю особливість, дізнатися причину. Норман Хаус будує плани добування в Бенінії корисних копалин, особливо з дна океану, для більш успішного протистояння іншим мегакорпораціям.
Хогану доручено вбивство азійського вченого — техногенетика Сугайгунтунга з Ятаканга (соціалістичної острівної держави тоталітарного штибу в Тихому океані — алюзія на Індонезію), відкриття якого подарувало надію на здорове потомство навіть тим, хто не володіє ідеальним фізичним і психічним здоров'ям. Він відкрив дешевий спосіб клонування людей із заданими, і вельми поліпшеними щодо батьків, характеристиками. Втім Сугайгунтунг турбується не про людей, а бажає підірвати західний світ, збільшивши народжуваність. Деякі очільники західних мегакорпорацій пропонують оголосити винахід ворожою пропагандою, а не вбивати вченого. Разом з тим західні біологи розуміють, що боятися треба штучного поліпшення, селекції людини, якими б методиками воно не досягалося. Вибіркове клонування, так само як і євгенічні перешкоди розмноженню, шкідливі.
Хоган викрадає Сугайгунтунга разом з його дослідженнями й обладнаннями. Втім при спробі переправити до США випадково вбиває вченого й знищує усю техніку. В цей час Норман Хаус під впливом мешканців Бенінії стає миролюбним і доброзичливим. Антропологічна експедиція на чолі із Малліганом нарешті з'ясовує секрет толерантності її жителів. Вони мають особливий ген, що виробляє секрецію, яка пригнічує агресію та викликає вмиротворення. Планується поширити цей ген на усе людство. Але це неможливо, оскільки єдиним, хто це міг зробити, був геній техногенетики, професор Сугайгунтунг, якого вбито, а його винахід втрачено. Тому Норман Хаус та Малліган просто залишаються у Бенінії.

## Нагороди
- Премія «Г'юго» за найкращий роман 1969 року
- Премія Британської асоціації наукової фантастики за найкращий роман 1970 року
- Премія «Аполло» 1973 року

## Прогнозування
- проблема перенаселення
- поява Євросоюзу
- розвиток комп'ютерних та інтернет-технологій